# Sitio de Almeida (1762)
El Sitio de Almeida tuvo lugar entre el 16 al 25 de agosto de 1762, cuando una fuerza española al mando de Pedro Pablo Abarca de Bolea, Conde de Aranda, sitió y conquistó la ciudad de Almeida en Portugal durante el transcurso de la Guerra de los Siete Años. La toma de la ciudad formaba parte de un plan español más amplio, cuyo objetivo era la invasión de Portugal. Esta campaña es conocida con el nombre de Guerra Fantástica.
Así, mientras una parte del contingente español penetraba en Portugal por el norte, por Galicia, atravesando el Duero y amenazando Oporto, la otra cruzaba la frontera por Ciudad Rodrigo para dirigirse a Almeida, donde se situaba la mayor fortaleza de la zona. La plaza fue ocupada después de nueve días de asedio, pero el avance español se vio pronto interrumpido por la llegada de 8000 efectivos británicos, aliados de Portugal, quienes se apoderaron de la ciudad de Valencia de Alcántara, cortando la línea de suministros para las tropas españolas.
El Conde de Aranda guarneció la ciudad de Almeida, pero esta fue la única plaza importante que estuvo en manos españolas hasta el fin de la guerra. Le fue devuelta a los portugueses por medio del Tratado de París de 1763 a cambio de la devolución a los españoles de Cuba y Filipinas, que estaban en manos británicas.